# Bloemhof
Bloemhof este un oraș din Africa de Sud.